# Општина Суровичево
Општина Суровичево (грч. Δήμος Αμυνταίου, Димос Аминдеу) је општина у Грчкој у Леринском округу, периферија Западна Македонија. Административни центар је град Суровичево. Општина обухвата најсевернија села котлине Сарађол око Петерског језера и подручје западно од Островског језера.

## Насељена места
Општина Суровичево је формирана 1. јануара 2011. године спајањем 6 некадашњих административних јединица: Суровичево, Ајтос, Филотас, Мокрени, Лехово и Невеска.
- Општинска јединица Ајтос: Ајтос, Горицко, Доњи Неволјани, Зеленич, Љубетино, Прекопана, Рудник, Свети Тодор, Сребрено.
- Општинска јединица Лехово: Лехово.
- Општинска јединица Мокрени: Мокрени.
- Општинска јединица Невеска: Невеска.
- Општинска јединица Суровичево: Суровичево, Аналипси, Сотир, Горњи Врбени, Горничево, Гулинци, Петрско, Патели, Спанци, Церово
- Општинска јединица Филотас: Филотас, Андигонос, Левеа, Манијаки, Нови Град, Пеларгос, Фаранги.
- Бивша насељена: Врапчин, Ново Село.